# Bechershäuschen
Bechershäuschen ist eine Ortslage in der bergischen Großstadt Solingen.

## Lage und Beschreibung
Bechershäuschen befindet sich abseits der geschlossenen städtischen Bebauung im Solinger Stadtbezirk Burg/Höhscheid. Der Ort liegt an einem südlichen Talhang des Weinsbergtals und wird durch die Mollstraße erschlossen, die die Platzhofstraße mit der Hofschaft Mittelfürkelt verbindet. Im Ort, der nur aus wenigen Gebäuden besteht, zweigt zudem eine Stichstraße mit dem Namen Bechershäuschen zum Ufer des Weinsberger Baches ab. Nordwestlich befinden sich der evangelische Friedhof Regerstraße sowie die Kleingartenanlage Weinsbergtal. Auf einem Höhenzug im Osten befinden sich die Wohngebiete rund um Elsterbusch und Vockert.
Benachbarte Orte sind bzw. waren (von Nord nach West): Platzhof, Pereskotten, Elsterbusch, Bünkenberg, Vockert, Grünental, Oben-, Mittel- und Untenfürkelt, Hingenberg und Weinsberg sowie im Weinsbergtal die ehemaligen Schleifkotten Wüsthofskotten, Claubergskotten und Schaafenkotten.

## Etymologie
Der Ortsname ist von dem Familiennamen Becher abgeleitet.

## Geschichte
Bechershäuschen entstand als Einzelsiedlung im Laufe des 19. Jahrhunderts am äußersten, südwestlichen Rand der damaligen Bürgermeisterei Dorp (Stadtrecht seit 1856). Er lag unmittelbar vor der Grenze zur Bürgermeisterei Höhscheid. Auf Kartenwerken ist der Ort seit dem ausgehenden 19. Jahrhundert verzeichnet, so etwa in der Preußischen Neuaufnahme von 1893 als Bechershäuschen.
Der Ort lag in der Flur VII. Schlicken der Bürgermeisterei Dorp. Dorp wurde nach Beschluss der Dorper Stadtverordneten zum 1. Januar 1889 mit der Stadt Solingen vereinigt. Damit wurde Bechershäuschen ein Ortsteil Solingens.
Der Ortsname Bechershäuschen ist bis heute im Solinger Stadtplan verzeichnet, er ist auch als Straßenname vorhanden.